# 台山市新宁小学
台山市新宁小学，简称新宁小学，是中国广东省江门市台山市的一所公办小学，位于台城街道长安路与德政路交汇处。

## 历史
2015年，台山市人民政府决定创办台城第二小学的新校区。学校决定分三期工程进行建设，第一期工程预算投入约1.25亿元人民币建设5幢教学楼、2幢科技楼，1个400米环形田径运动场及首期工程配套工程。
2016年，政府改变决定为建立新学校，命名为台山市新宁小学。同年5月，学校开始招生。
2016年9月，学校开学。由于新校区需在12月份才可交付使用，便在台城街道的联合职校单独划出区域借教室上课。学校于次年春季正式搬入新校区。
2019年11月26日，由台山市新宁小学领导的，包括汶村镇中心小学、台城林荣源小学（现台城第二小学林荣源校区）、台山市育才学校（现台山市新宁小学北校区）、台城横湖小学和台山碧桂园学校在内的台山市新宁小学教育集团挂牌成立。
2023年9月，育才学校纳入新宁小学，成为新宁小学北校区。

## 办学情况
2019年11月26日，包括台山市新宁小学，汶村镇中心小学、台城林荣源小学（现台城第二小学林荣源校区）、台山市育才学校（现台山市新宁小学北校区）、台城横湖小学和台山碧桂园学校在内的台山市新宁小学教育集团挂牌成立。该教育集团除城镇公立学校外，还有一所乡镇学校，一所民办学校。